# Marginea (Suceava megye)
Marginea település Romániában, Bukovinában, Suceava megyében.

## Fekvése
A DL 9-es út mellett, Szolkától északra fekvő település.

## Története
A települést 1455-ben említette először oklevél.
A 2002-es népszámláláskor 9,511 lakosa volt.
A település híres kerámiaiparáról. Az itt készített fekete cserépedények messze földön ismertek. A kerámiák nyersanyagát Derscából, Dorohoj környékéről szállítják ide. A virág- és mértani mintákkal díszített margineai kerámiát még az 1970-es évek végén is körülbelül harminc család készítette a faluban művészi szinten.